# Bretigney
Bretigney és un municipi francès situat al departament del Doubs i a la regió de Borgonya - Franc Comtat. L'any 2007 tenia 77 habitants.

## Demografia

### Població
El 2007 la població de fet de Bretigney era de 77 persones. Hi havia 28 famílies de les quals 4 eren unipersonals (4 homes vivint sols), 8 parelles sense fills, 8 parelles amb fills i 8 famílies monoparentals amb fills.
La població ha evolucionat segons el següent gràfic:
Habitants censats

### Habitatges
El 2007 hi havia 32 habitatges, 29 eren l'habitatge principal de la família i 3 eren segones residències. 31 eren cases i 1 era un apartament. Dels 29 habitatges principals, 26 estaven ocupats pels seus propietaris i 3 estaven llogats i ocupats pels llogaters; 3 tenien tres cambres, 10 en tenien quatre i 16 en tenien cinc o més. 26 habitatges disposaven pel capbaix d'una plaça de pàrquing. A 10 habitatges hi havia un automòbil i a 19 n'hi havia dos o més.

### Piràmide de població
La piràmide de població per edats i sexe el 2009 era:
| Homes | Edats   | Dones |
| ----- | ------- | ----- |
| 0     | 95 o +  | 0     |
| 0     | 90 a 94 | 0     |
| 0     | 85 a 89 | 4     |
| 0     | 80 a 84 | 0     |
| 0     | 75 a 79 | 0     |
| 0     | 70 a 74 | 0     |
| 0     | 65 a 69 | 0     |
| 0     | 60 a 64 | 0     |
| 4     | 55 a 59 | 0     |
| 4     | 50 a 54 | 4     |
| 0     | 45 a 49 | 8     |
| 4     | 40 a 44 | 4     |
| 0     | 35 a 39 | 4     |
| 4     | 30 a 34 | 0     |
| 0     | 25 a 29 | 0     |
| 4     | 20 a 24 | 0     |
| 4     | 15 a 19 | 0     |
| 0     | 10 a 14 | 0     |
| 4     | 5 a 9   | 0     |
| 0     | 0 a 4   | 0     |

## Economia
El 2007 la població en edat de treballar era de 62 persones, 44 eren actives i 18 eren inactives. De les 44 persones actives 39 estaven ocupades (20 homes i 19 dones) i 5 estaven aturades (4 homes i 1 dona). De les 18 persones inactives 8 estaven jubilades, 4 estaven estudiant i 6 estaven classificades com a «altres inactius».
Activitats econòmiques
Dels 5 establiments que hi havia el 2007, 2 eren d'empreses de construcció, 1 d'una empresa de comerç i reparació d'automòbils, 1 d'una empresa de transport i 1 d'una empresa de serveis.
Els 2 serveis als particulars que hi havia el 2009 eren lampisteries.
L'any 2000 a Bretigney hi havia 3 explotacions agrícoles que ocupaven un total de 183 hectàrees.

## Poblacions més properes
El següent diagrama mostra les poblacions més properes.